# Xavier Mathex
Xavier Mathex (ur. 3 lipca 1975) – francuski narciarz, specjalista narciarstwa dowolnego. Zajął 28. miejsce w skicrossie na mistrzostwach świata w Ruka. Nigdy nie startował na igrzyskach olimpijskich. Najlepsze wyniki w Pucharze Świata osiągnął w sezonie 2004/2005, kiedy to zajął 48. miejsce w klasyfikacji generalnej.
W 2007 r. zakończył karierę.

## Sukcesy

### Mistrzostwa Świata
| Miejsce | Dzień    | Rok  | Miejscowość | Konkurencja | Zwycięzca   |
| ------- | -------- | ---- | ----------- | ----------- | ----------- |
| 28.     | 18 marca | 2005 | Ruka        | Skicross    | Tomáš Kraus |

#### Miejsca w klasyfikacji generalnej
- 2001/2002 – 132.
- 2002/2003 – 62.
- 2003/2004 – 165.
- 2004/2005 – 48.
- 2005/2006 – 141.

#### Miejsca na podium
1. Les Contamines – 12 marca 2003 (Skicross) – 3. miejsce